# Нітрат ртуті(I)
Нітрат ртуті (I) — сіль, яка існує лише у вигляді димеру Hg2(NO3)2.

## Фізичні властивості
Діамагнітні безбарвні ромбічні кристали. Має порівняно низьку температуру плавлення для гідрату — всього 70 °C.

## Отримання
Взаємодією надлишку ртуті з азотною кислотою:
Hg + 4HNO3 → Hg(NO3)2 + 2NO2↑ + 2H2O
Також можна отримати з нітрату ртуті (II):
Hg(NO3)2 + Hg → Hg2(NO3)2

## Хімічні властивості
При розчинені у воді утворюється нерозчинний жовтий основний нітрат ртуті:
Hg2(NO3)2 + H2O → Hg2(NO3)(OH) + HNO3